# Госпитомник (Волгоградская область)
Госпитомник — хутор в Среднеахтубинском районе Волгоградской области России.
Входит в состав Фрунзенского сельского поселения.

## География
С юга — озеро Запорное, с запада — ерик Судомойка.

### Улицы
| - ул. Дачная - ул. Дорожная - ул. Дружбы - ул. Дубовая - ул. Лесная - ул. Микрорайон | - ул. Мирная - ул. Озерная - ул. Придорожная - ул. Прямая - ул. Речная - ул. Тихая | - пер. Дачный - пер. Коммунальный - пер. Лесной - пер. Парковский - пер. Садовый - пер. Школьный |

## Население
| 2010 |
| ---- |
| 1005 |